# Torsten Theel
Torsten Theel (* 14. Mai 1959 in Leipzig) ist ein deutscher Metallgestalter in Berlin.

## Leben und Wirken
In der Tradition der Schmiedeschule von Fritz Kühn lernte er im Atelier Achim Kühn seit 1975. Als Geselle arbeitete er hier an der Großplastik Apollo-Gruppe des Berliner Schauspielhauses. Ein Arbeitsaufenthalt 1979 beim tschechischen Schmied und Metallgestalter Leopold Habermann veranlasste ihn zum eigenen Gestalten.
Die Meisterprüfung bestand er 1982 mit seinem in Kupferblech getriebenen Werk „Die Gerechtigkeit“, das im Berliner Dom zu sehen ist. Die ebenfalls vier Meter hohen Skulpturen Die Mäßigung, Die Weisheit und auch den Engelkranz im Berliner Dom restaurierte er. Im gleichen Jahr tritt er in das Kollegium Bildender Künstler ein. Er begann mit der Ausführung der Wandgestaltung für die Erlösergemeinde in Potsdam. Später entstanden geschmiedete Unikate, so die frei getriebene, etwa acht Meter lange Skulptur Der Drache für das Sonderbauvorhaben Berlin 1985.
1990 begann er in seiner Werkstatt auf der Domäne Dahlem. 1996 wurde er Anerkannter Restaurator im Handwerk. Er beherrscht den Entwurf aller Stil-Epochen und ihre Ausführung in historischen Techniken. Im gleichen Jahr entstand neu die 7,5 Meter große Toranlage im neobarocken Stil Waldmüllertor am Jagdschloss Glienicke.
Torsten Theel ist verheiratet und hat zwei Söhne.

## Leistungen
Seine Hofschmiede Dahlem arbeitet für die Stiftung Preußische Schlösser und Gärten Berlin-Brandenburg und die Senatsverwaltung für Stadtentwicklung und Umwelt in Berlin. 2004 restaurierte Theel den Sonnenpavillon im Rehgarten von Sanssouci sowie die Gitter Schloss Rheinsberg.
Ausstellungen in den Niederlanden 2004, in Berlin 2005 und 2011, in Phöben 2012 sowie Publikationen zeigen Theels moderne Metallgestaltung. 2007 wurde sie durch die Veröffentlichung im Jahrbuch Metall International auch im Ausland bekannt. Die Zusammenarbeit mit zeitgenössischen Architekten ermöglichte der Hofschmiede Dahlem Arbeiten außerhalb Berlin/Brandenburgs. 2007 entwarf, fertigte und montierte Theel den Gitter- und Fassadenschmuck für die historischen Isarufer-Häuser in der Münchener Widenmayerstraße.
Theel baute mit Jugendlichen Skulpturen. So entstanden 2004 in Alt Ruppin das Denkmal Miteinander und 2011 zusammen mit dem Kantgymnasium die Skulptur Die Forderung für den Hamburger Platz in Teltow.

## Orte seiner Ausstellungen und Arbeiten
Berlin, Potsdam, Hamburg, München, Frankfurt (Main), Kaiserslautern, Oude IJsselstreek (Niederlande), Jihlava (Tschechien), Neuruppin, Alt-Ruppin, Teltow, Hoppegarten, Phöben, Caputh, Paretz, Ziesar, Groß Ziethen, Birkenstein, Bodenheim sowie Rhodt unter der Rietburg.

## Werke
- 2001: Restaurierung, Masken- und Glockenvasen Schloss Charlottenburg
- 2002: Neuanfertigung der Kamingitter Schloss Paretz
- 2003: Neuanfertigung Glockenvasen Schloss Paretz
- 2004: Entwurf, Schmiedearbeiten für die Grotte im Neuen Garten, Potsdam
- 2005: Rekonstruktion, Turmspitze aus Stahl und Kupfer, Berlin-Köpenick
- 2006: Entwurf, Metallbauarbeiten im neobarocken Stil, Geschäftshaus in München
- 2007: Restaurierung der Gitter Schloss Rheinsberg
- 2008: Entwurf, Ausführung von Schmiedearbeiten Gut Eibenhof, Bad Saarow
- 2009: Rekonstruktion der Dachkrönung vom Rathaus in Teltow
- 2009: Metallbauarbeiten für ein Belvedere in Bodenheim bei Mainz
- 2010: Neubau Kamingitter im frühklassizistischen Stil, Berlin-Charlottenburg
- 2010: Rekonstruktion der Einfriedung Goethe-Denkmal, Berlin-Tiergarten
- 2011: Entwurf und Fertigung, Gitter für ein Landgut in Mecklenburg-Vorpommern
- 2011: Entwurf und Herstellung, Gitter im Stil des Art déco, Berlin-Lichterfelde
- 2011: Rekonstruktion der Blumenfontäne, Goldene Terrasse Schloss Babelsberg
- 2012: Entwurf und Fertigung der Metallbauarbeiten am „Landhaus Dahlem“
- 2012: Entwurf und Herstellung, Gitter im Jugendstil Berlin-Steglitz
- 2012: Entwurf und Bau, Gitter im Stil des Klassizismus, Potsdam
- 2013: Entwurf und Bau einer Toranlage im Stil der Gründerzeit Berlin-Schöneberg
- 2013: Innenausstattung einer katholischen Kirche in Frankfurt (Main)
- 2013: Schmiedearbeiten für ein barockes Schlösschen in Rhodt unter der Rietburg